# 모머스
모머스(영어: Momus)는 스코틀랜드의 싱어송라이터이자, 작가, 저널리스트인 니컬러스 커리(1960년 ~, 영어: Nicholas Haywood Stenton Currie)의 솔로 유닛으로, 주로 일본의 오사카시를 중심으로 활동하는 시부야계 음악가이다. '모머스'라는 이름은 그리스 신화의 비난의 신인 모모스의 영어식 이름에서 왔다.